# موسى عويلة
موسى عويلة لاعب كرة قدم مصري لعب لنادي المصري وأحد ابرز اللاعبين في تاريخ نادي المصري على الإطلاق .
بمناسبة العيد الخمسينى لمدينه بنزرت التونسية سنة 1978م , قام فريق النادى المصرى بزيارة فريق بنزرت للمشاركة في المهرجان الفنى و الرياضى هناك .
أقيمت دورة رياضية بهذه المناسبة لعب فيها فريق النادى المصرى البورسعيدى مباراة مع فريق النجم الساحلى بتاريخ 7 يوليو سنة 1978م , بدات المباراة واحرز النجم الساحلي هدفه الأول في الدقيقة 32 وفي الدقيقة 56 احرز النجم الساحلي الهدف الثاني اثر خطأ كبير من حسين صالح ولكن المصري احرز هدفه الأول في الدقيقة 69 عن طريق سمير التفاهني بتسديدة من 25 ياردة ثم احرز موسى عويلة هدف التعادل في الدقيقة 72.
بعدها لعب فريق النادى المصرى مع فريق بنزرت التونسى وفاز المصرى بهدفين مقابل هدف أحرزهما موسى عويلة في الدقيقة 15 , وسمير التفاهنى في الدقيقة 20 وأحرز بنزرت التونسى هدفه في الدقيقة 50.
فاز المصرى بالكأس , وتم تسليم الكأس للراحل الأستاذ احمد المخزنجي الذي تسلم الكأس وعبر للأخوة في تونس عن حب وتقديره كفاءتهم وكرمهم لابناء مصر وبورسعيد 